# Pectinidiscus annae
Pectinidiscus annae is een kamster uit de familie Goniopectinidae.
De wetenschappelijke naam van de soort werd in 1900 gepubliceerd door Hubert Ludwig.